# Xherdan Shaqiri
Xherdan Shaqiri [d͡ʒɛɾˈdan ʃaˈciɾɨ] (* 10. Oktober 1991 in Gnjilane, SFR Jugoslawien, heute Kosovo) ist ein Schweizer Fussballspieler. Der Offensivspieler ist ehemaliger Schweizer Nationalspieler und steht seit August 2024 beim FC Basel in der Super League unter Vertrag.

## Geburt und Kindheit
Xherdan Shaqiri wurde 1991 als Sohn albanischer Eltern im jugoslawischen Gnjilane (heute Gjilan, Kosovo) geboren. Mit seiner Familie zog er in frühester Kindheit in die Schweiz und wuchs auf einem Bauernhof in Augst auf.
Sein Bruder Erdin Shaqiri spielt bei FC Dardania Basel in der 2. Liga und ist als Spielerberater tätig.

## Vereine

### Jugend
Shaqiri begann mit vier Jahren beim SV Augst mit dem Fussballspielen und wechselte mit acht Jahren in die Jugendabteilung des FC Basel. Beim «U-15 Nike Cup 2007» wurde er zum besten Spieler des Turniers gekürt. Für die 2. Mannschaft erzielte er zwischen 2008 und 2009 in 19 Spielen in der 1. Liga acht Tore.

### FC Basel
Als 17-Jähriger erhielt er beim FC Basel am 2. Januar 2009 einen auf drei Jahre datierten Profivertrag. Sein Debüt gab er am 12. Juli 2009 am ersten Spieltag bei der 0:2-Niederlage im Auswärtsspiel gegen den FC St. Gallen, als er in der 62. Spielminute für Valentin Stocker eingewechselt wurde. Sein erstes Tor gelang ihm am 9. November 2009 (16. Spieltag) beim 4:1-Erfolg im Heimspiel gegen Neuchâtel Xamax – in der 89. Spielminute eingewechselt – mit dem Treffer zum 3:1 in der 90. Spielminute. Shaqiri gewann in seiner ersten Profisaison mit dem FC Basel das Double und in der Folgesaison erneut die Schweizer Fussballmeisterschaft. Insgesamt gewann er mit dem FC Basel drei Meisterschaften und zweimal den Schweizer Cup.

### FC Bayern München

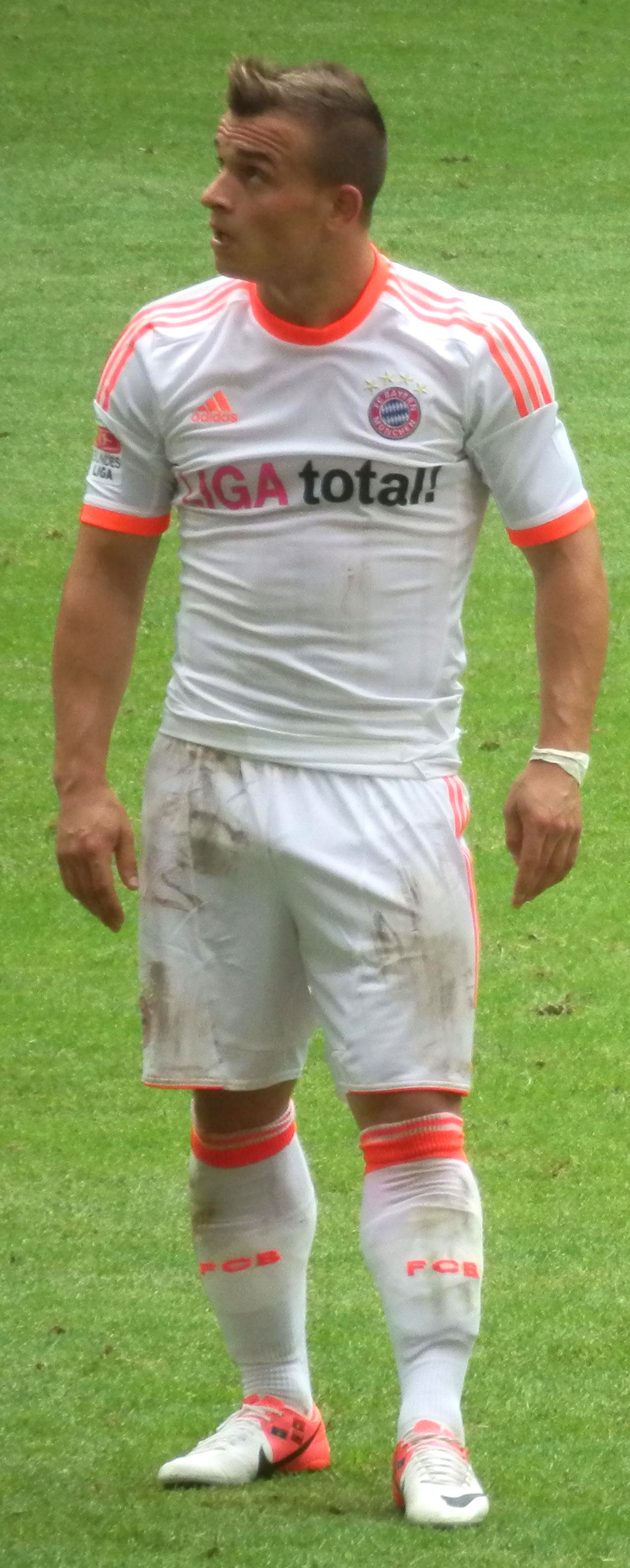
Shaqiri beim FC Bayern (2012)

Zur Saison 2012/13 wechselte Shaqiri zum FC Bayern München. Er unterschrieb einen bis zum 30. Juni 2016 laufenden Vertrag. Nach einer gelungenen Saisonvorbereitung, während der er in neun Spielen sieben Tore erzielt hatte, gewann er am 12. August 2012 seinen ersten Titel mit dem FC Bayern München. Im Spiel um den DFL-Supercup gewann sein Team gegen den Meister Borussia Dortmund mit 2:1, wobei Shaqiri in der 86. Minute für Arjen Robben eingewechselt wurde. In der ersten Runde des DFB-Pokals wurde er zu Beginn der zweiten Halbzeit für Franck Ribéry eingewechselt und erzielte beim 4:0-Sieg bei Jahn Regensburg einen Treffer und bereitete zwei weitere vor, dabei waren die beiden weiteren Neuzugänge Mario Mandžukić und Claudio Pizarro die Torschützen. Sein Bundesliga-Debüt gab er am 25. August 2012 (1. Spieltag) beim 3:0-Sieg im Auswärtsspiel gegen die SpVgg Greuther Fürth. In der 72. Minute wurde er für Bastian Schweinsteiger ausgewechselt. Nachdem Shaqiri beim 4:1-Sieg im Champions-League-Spiel gegen BATE Baryssau bereits das 1:0 durch Mario Gómez vorbereitet hatte, erzielte er mit einem Kopfball zum 3:0 sein erstes Tor für den FC Bayern in der Champions League. Sein erstes Bundesligator schoss Shaqiri am 14. Dezember 2012 (17. Spieltag) beim 1:1 gegen Borussia Mönchengladbach mit dem Treffer zum Endstand in der 59. Minute. In seiner ersten Saison gewann er mit dem FC Bayern München das Triple, in seiner zweiten das Double.

### Inter Mailand
Nachdem Shaqiri in der Hinrunde der Bundesligasaison 2014/15 trotz vielen Verletzten nur zu neun Einsätzen gekommen war, in denen ihm ein Tor gelang, wechselte er am 9. Januar 2015 zum italienischen Erstligisten Inter Mailand. Er wurde zunächst bis zum Saisonende an Inter ausgeliehen, gleichzeitig wurde allerdings vereinbart, dass Inter ihn im Sommer für rund 18 Millionen Euro dauerhaft an sich bindet und mit einem bis zum 30. Juni 2019 laufenden Vertrag ausstattet. Sein Debüt in der Serie A gab er am 17. Januar 2015 (19. Spieltag) beim torlosen Remis im Auswärtsspiel gegen den FC Empoli mit Einwechslung für Lukas Podolski in der 74. Minute. Sein erstes Tor erzielte er am 15. Februar 2015 (23. Spieltag) beim 4:1-Sieg im Auswärtsspiel gegen Atalanta Bergamo per Penalty in der dritten Minute. Bei seinem Debüt in der Europa League am 19. Februar 2015 in Glasgow erzielte Shaqiri das 0:1. Auch in der nächsten Runde, dem Achtelfinal gegen den VfL Wolfsburg, stand er in der Startelf, schied jedoch später mit Inter aus.

### Shaqiri in der Premier League
Nach einem halben Jahr in Italien wechselte Shaqiri zur Saison 2015/16 zu Stoke City, für den er am 22. August 2015 (3. Spieltag) beim 1:1 im Auswärtsspiel gegen Norwich City seinen Einstand über 90 Minuten gab.
Nach dem Abstieg von Stoke City aus der Premier League kündigte Shaqiri an, den Verein verlassen zu wollen. Im Juli 2018 schloss er sich dem FC Liverpool an und unterzeichnete einen Fünfjahresvertrag bis Sommer 2023. Als Ablösesumme an Stoke City zahlte der FC Liverpool 13 Millionen Pfund. Sein Debüt gab er am 28. Juli 2018 beim International Champions Cup gegen Manchester United. Shaqiri wurde zur Pause für Mohamed Salah eingewechselt, bereitete ein Tor vor und erzielte selber ein Fallrückziehertor zum 4:1-Endstand. Mit dem FC Liverpool gewann er die Champions League 2019; im Final kam er nicht zum Einsatz. Im Dezember 2019 gewann Shaqiri mit Liverpool die FIFA-Klub-Weltmeisterschaft 2019 gegen Flamengo Rio de Janeiro mit 1:0 nach Verlängerung. Am Ende der Saison 2019/20 wurde er mit dem FC Liverpool Englischer Meister 2020. In der Folge kam Shaqiri bei den Reds nicht über eine Reservistenrolle hinaus. Im Sommer 2021 bestätigte er, dass er die Erlaubnis zum Clubwechsel habe.

### Olympique Lyon
Ende August 2021 wechselte Shaqiri zum französischen Erstligisten Olympique Lyon, bei dem er einen Vertrag bis zum 30. Juni 2024 unterschrieb. Anfang Februar 2022 bat er jedoch um eine Freigabe für einen Transfer wegen Meinungsdifferenzen mit seinem Trainer Peter Bosz. Er bekam diese und verliess den Verein kurze Zeit später.

### Chicago Fire FC
Seit dem 8. Februar 2022 stand er bei Chicago Fire in der nordamerikanischen MLS unter Vertrag. Im August 2024 verliess er den Verein und löste seinen Vertrag auf.

### Rückkehr zum FC Basel
Zur Saison 2024/25 kehrte Shaqiri zu seinem Heimatverein FC Basel in die Super League zurück. Er unterschrieb einen Vertrag bis 2027. Am Ende der Spielzeit wurde der FCB zum ersten Mal seit acht Jahren wieder Schweizer Meister.

## Nationalmannschaft

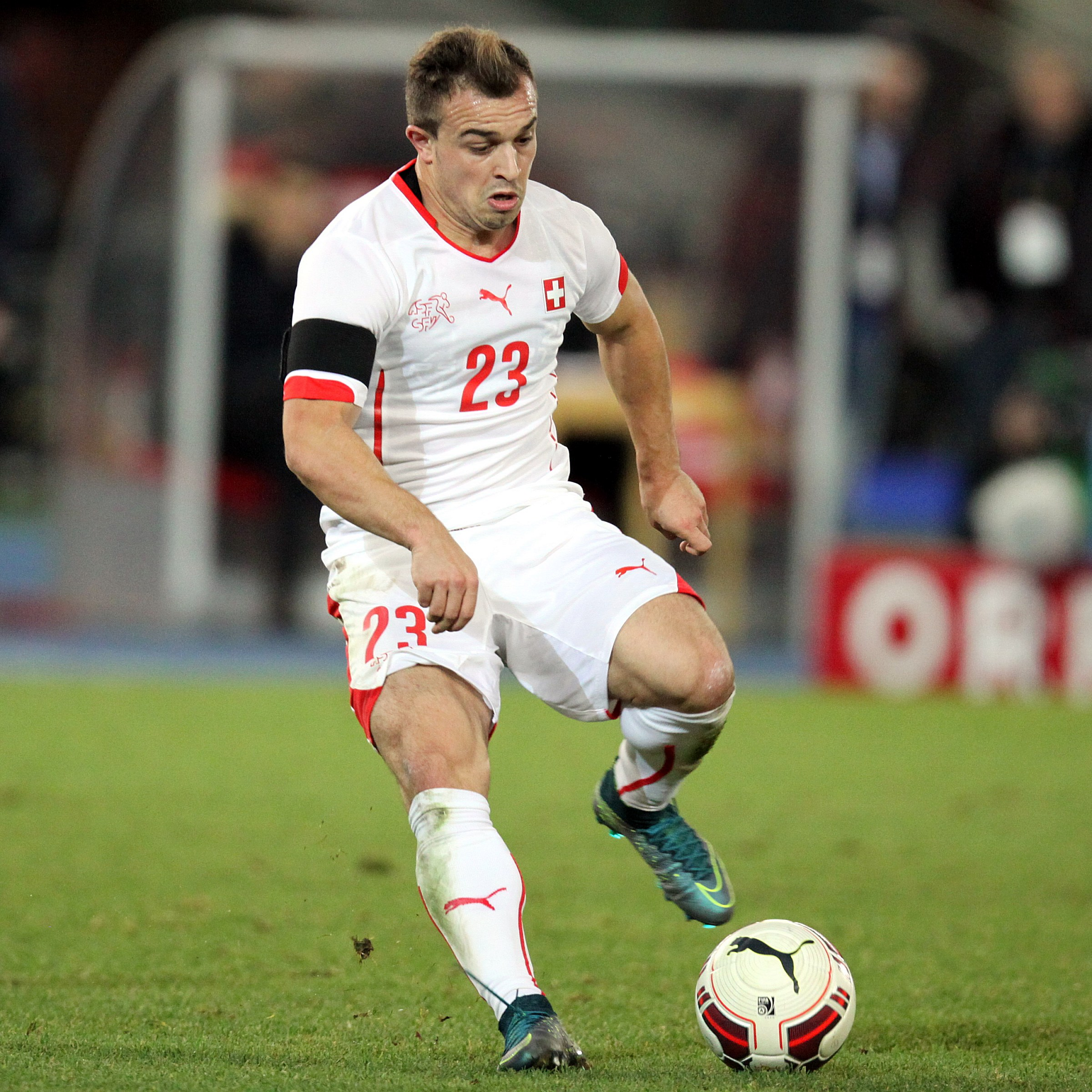
Shaqiri im Trikot der Nationalmannschaft (2015)

Am 14. November 2009 debütierte Shaqiri in der Schweizer U-21-Nationalmannschaft, die in Trabzon die Auswahl der Türkei mit 3:1 besiegte. Er nahm vom 11. bis 25. Juni 2011 an der U-21-Europameisterschaft in Dänemark teil und erzielte im ersten Gruppenspiel gegen den Gastgeber den 1:0-Siegtreffer. Mit der Mannschaft drang er bis in den Final vor, der jedoch mit 0:2 gegen Spanien verloren wurde.
Sein Debüt in der A-Nationalmannschaft gab er am 3. März 2010 in St. Gallen bei der 1:3-Niederlage im Test-Länderspiel gegen die uruguayische Fussballnationalmannschaft. Im Mai 2010 von Ottmar Hitzfeld für die Weltmeisterschaft 2010 in Südafrika nominiert, kam er am 25. Juni im letzten und torlosen Gruppenspiel gegen Honduras zu einem zwölfminütigen Einsatz. Sein erstes Länderspieltor erzielte er am 7. September 2010 in Basel bei der 1:3-Niederlage gegen England im Rahmen der EM-Qualifikation. Am 6. September 2011 gelang ihm im selben Wettbewerb ein Hattrick beim 3:1-Sieg gegen Bulgarien im Basler St. Jakob-Park.
Shaqiri wurde von Trainer Ottmar Hitzfeld auch ins Kader der Schweizer Nationalmannschaft für die Weltmeisterschaft 2014 in Brasilien berufen. Er stand in den Spielen der Vorrunde gegen die Auswahl Ecuadors (2:1), Frankreichs (2:5) und Honduras’ (3:0) jeweils in der Startaufstellung. Im Spiel gegen Honduras erzielte er alle drei Tore und wurde zum ersten Spieler der WM-Geschichte, der drei Tore mit dem linken Fuss erzielte. Shaqiri wurde zweimal (Spiele gegen Ecuador und Honduras) zum Man of the Match gewählt.
Bei der Europameisterschaft 2016 in Frankreich gehörte er zur Stammelf. Shaqiri bereitete im Auftaktspiel das spielentscheidende 1:0 durch Fabian Schär vor. Auch in allen weiteren EM-Spielen stand er in der Startaufstellung, und im Achtelfinal gegen Polen erzielte er mit einem Seitfallzieher vom Strafraumrand kurz vor Ende der regulären Spielzeit das 1:1. Das Tor wurde in Deutschland zum Tor des Monats gewählt. Nach Ablauf der Verlängerung des Spieles gehörte er zu den erfolgreichen Schützen im Elfmeterschiessen; da Granit Xhaka verschoss, schied sein Team trotzdem aus.
Auch an der Weltmeisterschaft 2018 nahm er mit der Schweizer Nationalmannschaft teil und gehörte zur Stammelf. Im zweiten Gruppenspiel gegen Serbien erzielte er in der letzten Spielminute den Siegtreffer zum 2:1 für die Schweizer. Für die Europameisterschaften 2021 und 2024 wurde er ebenfalls in das Nati-Kader berufen.
Am 15. Juli 2024 gab er den Rücktritt aus der Nationalmannschaft bekannt. Insgesamt bestritt er 125 Spiele im Schweizer Trikot, wobei er 32 Tore erzielte. Damit ist er der Spieler mit den zweitmeisten Länderspielen des Schweizer Fussballverbands hinter seinem langjährigen Teamkollegen Granit Xhaka sowie gemeinsam mit Max Abegglen der Spieler mit den drittmeisten Treffern.

## Erfolge
International
- Champions-League-Sieger: 2013 (FC Bayern München), 2019 (FC Liverpool)
- Klub-Weltmeister: 2013 (FC Bayern München), 2019 (FC Liverpool)
- UEFA-Super-Cup-Sieger: 2013 (FC Bayern München), 2019 (FC Liverpool)

National
- Englischer Meister: 2020
- Deutscher Meister: 2013, 2014, 2015
- DFB-Pokal-Sieger: 2013, 2014
- DFL-Supercup-Sieger: 2012
- Schweizer Meister: 2010, 2011, 2012, 2025
- Schweizer Cupsieger: 2010, 2012, 2025
- Uhrencup-Sieger: 2011

## Auszeichnungen
- Schweizer Fussballspieler des Jahres: 2011, 2012[34]
- Allstar-Team U-21-Fussball-Europameisterschaft: 2011
- Prix Diaspora: 2012
- Torschütze des Monats Juni 2016[35]
- Torschützenkönig der Super League 2024/25

## Sonstiges
Ende 2013 ging Shaqiri und seine beiden älteren Brüder mit Schweiz Tourismus und der Feriendestination Arosa eine Kooperation ein, die zum Ziel hatte, den Wintersport bei den in der Schweiz lebenden Secondos bekannter zu machen. Dabei sollten insbesondere Shaqiris rund 800‘000 Facebook-Fans direkt angesprochen werden.
Auf Grund seiner Statur wird er von den Medien als «Kraftwürfel» bezeichnet.